# Tocina
Tocina és una localitat de la província de Sevilla, Andalusia, Espanya. L'any 2005 tenia 9.114 habitants. La seva extensió superficial és de 14 km² i té una densitat de 651,0 hab/km². Les seves coordenades geogràfiques són 37° 36′ N, 5° 44′ O. Està situada a una altitud de 27 metres i a 37 kilòmetres de la capital de la província, Sevilla.